# Abdullah al-Hafith
Abdullah al-Hafith (arabisch عبد الله الحافظ, DMG ʿAbd Allāh al-Ḥāfiẓ; * 25. Dezember 1992 in Dammam) ist ein saudi-arabischer Fußballspieler.

## Karriere

### Klub
Er begann seine Karriere bei al-Ettifaq und wechselte zur Saison 2011/12 weiter nach Portugal, wo er zu União Leiria kam, dort jedoch nur ein paar Einsätze bekam. So folgte zur nächsten Spielzeit ein weiterer Wechsel innerhalb des Landes zum FC Paços de Ferreira. Dort ist aber nicht einmal ein einziger Einsatz von ihm bekannt. So führte ihn sein Weg zur Spielzeit 2013/14 auch wieder in sein Heimatland, in welchem er sich al-Hilal anschloss. 
Im Dezember 2015 wurde er an den Hajer Club weitergegeben, wo er bis zum Saisonende verblieb. Danach gewann er mit dem Team vier Mal die nationale Meisterschaft, zwei Mal den Pokal und in der Saison 2018 die Champions League. Diese Zeit wurde nur kurz von einer Leihe zu Ettifaq von Februar bis Juni 2019 unterbrochen. Im Oktober 2020 wechselte er dann ablösefrei zu al-Wahda. Von dort folgte noch einmal für die Spielzeit 2021/22 eine Leihe zum Ittihad FC, seit der Saison 2022/23 ist er wieder zurück bei al-Wahda.

### Nationalmannschaft
Für die U20-Nationalmannschaft stand er bei der Weltmeisterschaft 2011 im Kader.